# マイクロパップ真空管
マイクロパップ真空管（マイクロパップしんくうかん、Micropup）は三極真空管で第二次世界大戦中にレーダーなどの高周波領域で動作する電波兵器に使われたが、マグネトロンの改良型である6共振空洞型マグネトロンに取って代わられた。

## 特徴
この真空管は、外付けのアノード・ブロックが特徴で、これにより熱放散が良くなっている。これらの真空管は、25cmという短い波長でキロワット級の高周波電力を供給することができ、200MHzでは100kW台のパルス波を供給することができた。マイクロパップ管は、アノードとカソード間の電子の通過時間を最小化するために非常に高い電圧を使用しており、管のサイズが大きいにもかかわらず高周波を供給していた。

## 製造技術
マイクロパップ真空管は、1939年ごろ、銅とガラスの真空気密接合技術が開発されたことによって製造が可能になった。円筒形のアノード電極と同心円筒形のグリッド電極を使用する設計で、カソードは直熱方式のトリウムタングステン線であった。GECが開発したNT99というタイプは、600MHzレーダー・セットで使用された場合、ピーク出力200kW（2本1組の場合）を得られた。マイクロパップ三極管を使用した50cm波長レーダーセットは、戦艦ビスマルクの動きを追跡するために重巡洋艦サフォークに搭載された。

## マグネトロンが代替
「メートル波長帯域」レーダーシステムで広く使用されていたが、ジョン・ランドールとハリー・ブートによる空洞マグネトロンの改良型である6共振空洞型マグネトロンが、はるかに高い周波数で大きな出力を生み出すことができるようになったため、これに取って代わられた。